# Archidiocèse de San Salvador
L'archidiocèse de San Salvador (en latin : Archidioecesis Sancti Salvatoris in America) ; en espagnol : Arquidiócesis de San Salvador) est un archidiocèse métropolitain de l'Église catholique du Salvador.

## Territoire
Il gère un territoire d'une superficie de 3 295 km2 divisé en 204 paroisses sur les départements de Cuscatlán, La Libertad et San Salvador. Son siège épiscopal est dans la ville de San Salvador où se trouve la cathédrale du Divin Sauveur qui conserve les reliques d'Óscar Romero, archevêque salvadorien reconnu martyr et saint par l'Église catholique. 
L'église d'El Paisnal garde les corps des bienheureux martyrs Rutilio Grande, jésuite, et des laïcs Manuel Solórzano et Nelson Rutilio Lemus.

## Histoire
Le diocèse de San Salvador est érigé le 28 septembre 1842 par la bulle Universalis Ecclesiae du pape Grégoire XVI en prenant une partie territoire de l'archidiocèse de Santiago de Guatemala dont il devient le suffragant. La frontière du diocèse coïncide avec l'État du Salvador créé en 1839 après la dissolution de la république fédérale d'Amérique centrale,.
Le 11 février 1913, il est élevé au rang d'archidiocèse métropolitain par un décret de la congrégation pour les évêques ; dans le même temps, il cède une portion de son territoire pour l'érection des diocèses de San Miguel et Santa Ana qui deviennent ses suffragants.
Il donne une autre partie de territoire le 18 décembre 1943 pour la création du diocèse de San Vicentepuis de nouveau le 30 décembre 1987 pour l'établissement du diocèse de Chalatenango.

## Évêques et archevêques
Évêques
- Jorge de Viteri y Ungo (1843-1848)
- Tomás Miguel Pineda y Saldaña (es) (1848-1871)
- Luis Chávez y González (1871-1885)
- Antonio Adolfo Pérez y Aguilar (en) (1888-1913)

Archevêques
- Antonio Adolfo Pérez y Aguilar (1913-1926)
- José Alfonso Belloso y Sánchez (1927-1938)
- Luis Chávez y González (1938-1977)
- Óscar Arnulfo Romero y Galdámez (1977-1980)
- Arturo Rivera y Damas (1983-1994)
- Fernando Sáenz Lacalle (en) (1995-2008)
- José Luis Escobar Alas (2008- )